# 胡端常
胡端常，宋朝政治人物。
胡端常曾接替施退翁任华亭县知县一职，1247年由郑南接任。